# Calceolaria oreophila
Calceolaria oreophila är en toffelblomsväxtart som beskrevs av U. Molau. Calceolaria oreophila ingår i släktet toffelblommor, och familjen toffelblomsväxter. Inga underarter finns listade i Catalogue of Life.